# Trần Kim Yến
Trần Kim Yến (sinh ngày 3 tháng 8 năm 1969) là một nữ chính trị gia người Việt Nam. Bà hiện là Ủy viên Ban Thường vụ Thành ủy Thành phố Hồ Chí Minh, Chủ nhiệm Ủy ban Kiểm tra Thành ủy , Đại biểu Quốc hội Việt Nam khóa XV nhiệm kì 2021-2026 thuộc đoàn Đại biểu Quốc hội Thành phố Hồ Chí Minh

## Xuất thân
Trần Kim Yến sinh ngày 3 tháng 8 năm 1969 quê quán ở xã Hòa Định Đông, huyện Tuy Hòa, tỉnh Phú Yên.

## Giáo dục
- Giáo dục phổ thông: 12/12
- Cử nhân Luật, Thạc sĩ Luật
- Cao cấp lí luận chính trị

## Sự nghiệp
Bà gia nhập Đảng Cộng sản Việt Nam vào ngày 21/11/1996
Bà từng là đại biểu hội đồng nhân dân Phường 8, quận Tân Bình nhiệm kỳ 1999-2004.
Tháng 10 năm 2015, bà được bầu làm Ủy viên Ban Chấp hành Đảng bộ Thành phố Hồ Chí Minh nhiệm kỳ 2015 - 2020.
Ngày 24 tháng 2 năm 2016, tại Hội nghị Ban chấp hành Liên đoàn lao động Thành phố Hồ Chí Minh lần thứ 13 khóa 10, bà được bầu làm Chủ tịch Liên đoàn Lao động Thành phố Hồ Chí Minh. Lúc này bà đang là Phó Trưởng ban thường trực Ban Dân vận Thành ủy Thành phố Hồ Chí Minh.
Ngày 16 tháng 3 năm 2018, bà được Thường trực Thành ủy TP HCM điều động làm Bí thư Quận ủy Quận 1, Thành phố Hồ Chí Minh thay ông Huỳnh Thanh Hải.
Ngày 02 tháng 10 năm 2019, bà được bầu làm Ủy viên Ban Thường vụ Thành ủy TP HCM.
Tại Hội nghị Ủy ban MTTQ Việt Nam TP.HCM sáng 29-7-2022, bà Trần Kim Yến - Ủy viên Ban Thường vụ Thành ủy, Bí thư Quận ủy Quận 1 - được hiệp thương giữ chức Chủ tịch Ủy ban MTTQ Việt Nam TP.HCM thay bà Tô Thị Bích Châu nhận công tác khác.
Ngày 22 tháng 6 năm 2024, Bí thư Thành ủy Nguyễn Văn Nên đã trao quyết định của Ban Bí thư về việc chuẩn y bà Trần Kim Yến, Ủy viên Ban Thường vụ Thành ủy, Bí thư Đảng đoàn, Chủ tịch Ủy ban MTTQ Việt Nam TP.HCM tham gia Ủy ban Kiểm tra Thành ủy và giữ chức Chủ nhiệm Ủy ban Kiểm tra Thành ủy TP.HCM, nhiệm kỳ 2020 - 2025.